# 여권화
여권화(旅券化)란 러시아 정부가 특정 시간 내에 여권을 발행하여 외국인들을 대규모로 자국민으로 귀화시키는 정책을 일컫는다. 대개 구소련 여권 소지자에 대해 진행되는데 2000년대부터 조지아 압하스, 남오세티아에서, 2019년부터 우크라이나 도네치크주와 루한시크주에서, 2022년 러시아의 우크라이나 침공 이후에는 새로 러시아에 함락된 헤르손주 및 자포리자주에서 강압적으로 자행되고 있다.